# 2011 aux Tonga
Cet article présente les faits marquants de l'année 2011 aux Tonga.

## Évènements

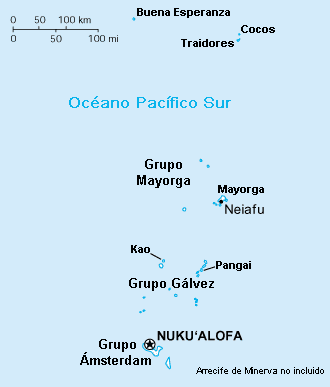
Îles Tonga.

- Lundi 7 février 2011 : début du procès de 4 hommes accusés d'homicide involontaire, après le naufrage d'un ferry, le « Princess Ashika », qui avait sombré le 5 août 2005 au large de la capitale Nuku'alofa et avait fait 74 morts. Le directeur de la compagnie de ferry, le capitaine du bateau, son second et un haut fonctionnaire encourent une peine de prison allant jusqu'à 25 ans s'ils sont condamnés. Lors d'une audience préliminaire en 2010, ils avaient plaidé non coupable aux chefs d'accusations d'homicide involontaire, de mise à l'eau d'un bateau pas fiable et d'absence d'un certificat valide de sécurité, de nombreux signes avaient montré sa dangerosité lors des trois précédents voyages[1].
- Mai : dégradation importante des relations entre les Fidji et les Tonga, en raison de la défection aux Tonga d'un haut gradé fidjien, et d'une dispute territoriale autour des récifs de Minerve[2],[3].
- 24 juillet : décès de Kaveinga Faʻanunu, né le 30 juillet 1962, député (en fonction)[4].